# 法國二月革命
二月革命（法語：révolution de Février），又称1848年法国革命，是1848年2月於法國發生的一場革命，法國人民面對法蘭西王國七月王朝的失政，成功推翻當時的法國國王路易-菲利普一世，直接導致1848年歐洲的革命浪潮，令1815年維也納會議組織的歐洲協調格局受到進一步打擊。

## 背景

### 中產階級和自由主義者
- 1847年至1848年，親政府的保守黨派領袖基佐當了首相。為了贏取大支持，他以官位為獎賞，並濫用權力亂批商業合同，以討好資本家。政府官員在國家資助的計劃中投資，政府答應以高息支付銀行家借給政府以填補巨額赤字的款項。各種醜聞陸繼湧現，令政府信譽受損。
- 中產階級要求溫和的改革，希望藉擴大選舉權加強民主性以清除政府中的貪污行徑。但基佐和路易腓立拒絕回應這些要求，並繼續其「自由放任」政策；路易腓力更逐步加強警察審查出版的制度及群眾集會的限制。這顯示他不是一個真正的民主領袖。因此，「七月王朝」的統治基礎從一開始便很薄弱。
- 路易腓力拒絕支持1830年的義大利及波蘭獨立運動，亦使法國的自由主義者失望。

面對政府的貪污及專制，知識分子及中產階級十分不滿政府的統治。共和主義者更希望推翻君主制，成立共和政府，他們要求全民投票，對路易腓力的專制完全失望。

### 工人階級和社會主義者
- 隨著法國工業化在1830年代以後突飛猛進，工人階級興起及社會主義思想亦廣泛流行。圣西门、傅利葉、卡貝、路易·布朗及普魯東皆是法國著名的社會主義者。他們成立民間組織，提倡社會主義及人道思想，希望政府加強保障國民的就業機會、老弱者的權益。這種思想亦直接激發「主權在民」的觀念及對普選的爭取。社會主義的宣傳行動，更增加了人民的普遍不滿。

### 天主教會和正統派
- 法國的天主教會不滿基佐偏重資產階級的腐敗統治，並對於政府帶有自由主義傾向的宗教政策亦表示猜疑和憂慮。
- 正統主義者認為路易腓力是一個篡權者，他的統治亦沒有波旁王朝的合法性，相比之下，查理十世的孫子尚博爾伯爵更有資格繼承王位。

### 拿破崙支持者和民族主義者
- 路易腓力以「平民皇帝」自居，生活簡單而沒有風采，加上施政傾向保守謹慎，沒有拿破仑支持者強調的軍事榮耀，不免叫人失望。
- 溫和的外交政策亦是七月王朝失敗的主要因素。民族主義者譴責路易腓力卑躬屈膝的外交政策，讓法國的外交政策臣服於英國之下，更不滿路易腓力未能善用時機使比利時受制於法國。加上1840年代拿破崙崇拜的復興，已令拿破崙的缺失被遺忘，其成就卻被歌頌。拿破崙被認為是國威的象徵，被看成是一個英雄，且是社會的改革者。對拿破崙的崇拜最終加深人民對路易腓力政府的失望，人民將之與拿破崙的功績比較，更認為現政權在外交上的不濟。

總括而言，政府的失政、以及統治者缺乏政治魅力是令二月革命爆發的原因。
1848年1月14日，在人們期待已久的巴黎下一次政治宴會之前，首相基佐的政府宣布禁止政治集會和示威。儘管如此，宴會的組織者決定仍將與政治示威一起舉行，並定於2月22日舉行，成為最後導火線。

## 經過

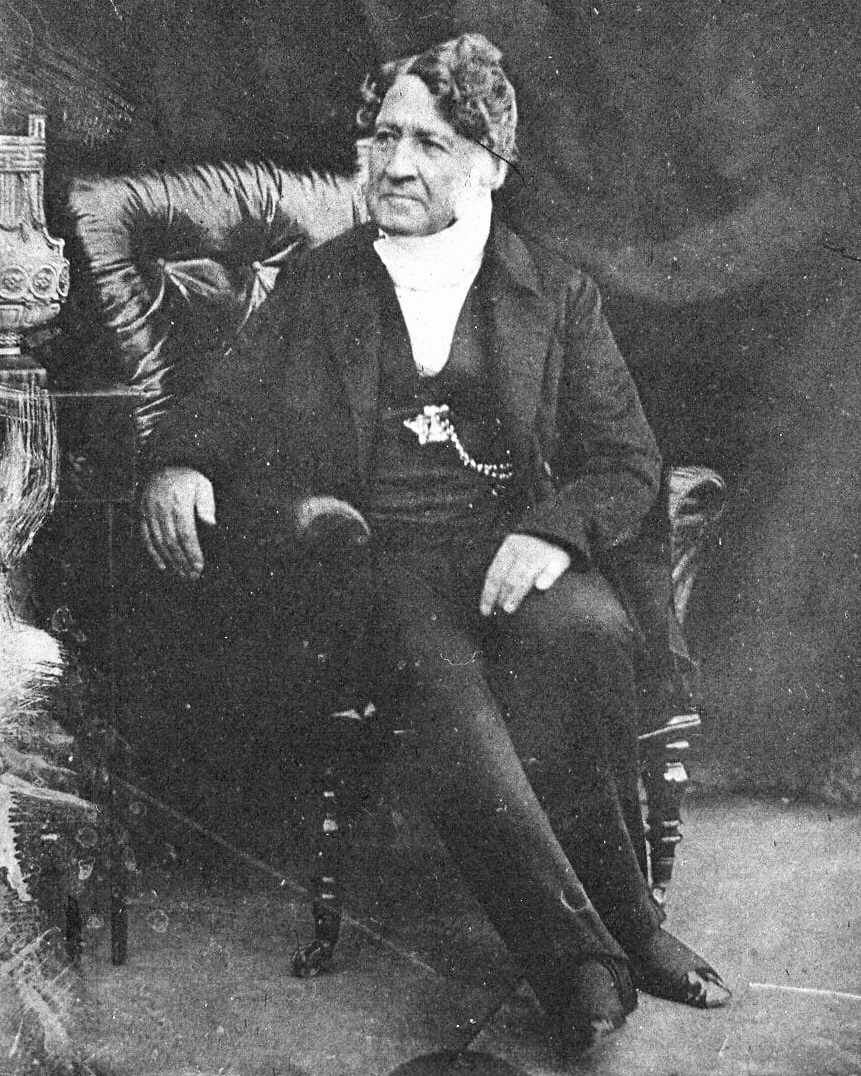
1842年拍攝的路易-菲利普一世照片

### 2月22日
法國政府得知民眾將舉行政治集會後於2月21日第二次禁止政治宴會。該禁令成功迫使組委會取消了集會。然而，前幾天動員起來的工人和學生拒絕在示威活動中讓步。2月22日上午9點，被派去逮捕宴會領導人的市警衛隊成員被警察局長召回執行正常職責。只有少量部隊仍處於危急關頭。中午前不久，大量人群開始湧上巴黎街頭，從東郊和拉丁區聚集到協和廣場和瑪達肋納堂廣場。在活動據稱被取消後，他們的出現令當局感到驚訝，並導致最初的反應混亂。
大部分手無寸鐵的人群輕鬆擊敗了少數市政廳衛兵，擠滿了廣場，幾乎入侵了眾議院所在地波旁宮。這些示威活動很快就發展成為大規模的民眾起義，使2月22日成為革命的第一天。隨著下午增援部隊的到來，協和廣場和瑪達肋納廣場的抗議者被驅散。因為人群太多，無法被逮捕或遏制，因此他們分散在香榭麗舍大街周圍，並返回巴黎東南部，建立了第一個路障。晚上，與市政衛隊發生了早期的小衝突。

### 2月23日

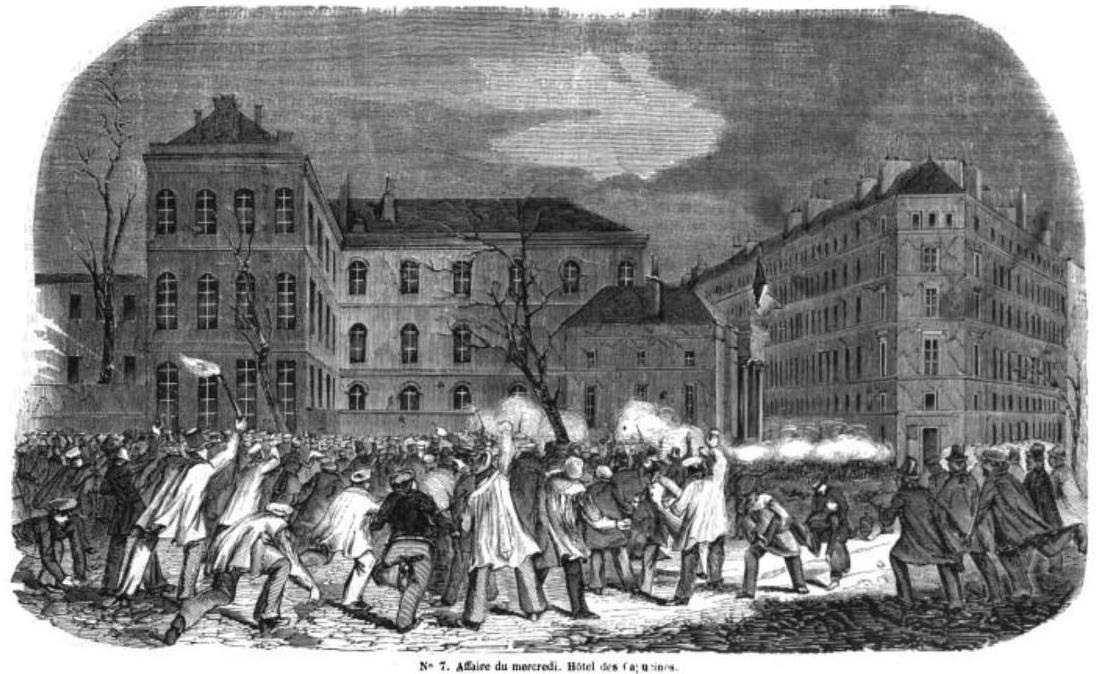
1848年2月23日，法軍在嘉布遣大道上向人群開槍

2月23日，陸軍部要求從巴黎以外地區調派更多正規軍鎮壓。 人群遊行經過首相基佐的官邸，高喊“打倒基佐”（À bas Guizot）和“改革萬歲”（Vive la réforme）。 國民自衛軍被動員起來，但其士兵拒絕與人群接觸，而是加入了反對首相基佐和國王路易-菲利普一世的示威活動。 下午早些時候，國王將首相召至國王住所杜樂麗宮，無奈地要求他辭職。 基佐回到議會，宣布辭去首相職務，國王隨後要求保皇黨的路易-马蒂厄·莫莱伯爵組成新政府。
基佐辭職後，運動黨（被稱為“王朝反對派”）領導人阿道夫·梯也爾（後來成為第三共和國總統）和奧迪隆·巴羅祝賀自己在保留君主制的同時實現了內閣更迭。 當首相基佐辭職的消息傳遍巴黎後，戰鬥逐漸平息，人群開始慶祝。  然而，儘管不受歡迎的政府內閣垮台，潛在的社會壓力仍然存在，共和黨人仍然尋求確保政權更迭。
晚上9點30分左右，600多人聚集在法國外交部外的嘉布遣大道上。 該建築由第14線步兵團的約200名士兵守衛。 兵團指揮官命令人群不要通過，但士兵開始受到人群的壓迫。 這名軍官隨後命令手下安裝刺刀，以保持人們的距離。 然而，當他們這樣做時，一枚不明武器被發射，作為回應，士兵們向人群連續射擊。造成52人死亡、74人受傷，人群立即散去並四散逃散。
大屠殺的消息很快就激起了巴黎人的憤怒。當人群在嘉布遣大道上重新集結後，一些死者被裝上馬車，並被呼籲復仇的工人們在街上游街示眾，這是對武裝的普遍號召。 2月23日至24日夜間，巴黎各地設立了1,500多個路障，許多通往該市的鐵路遭到破壞。

### 2月24日

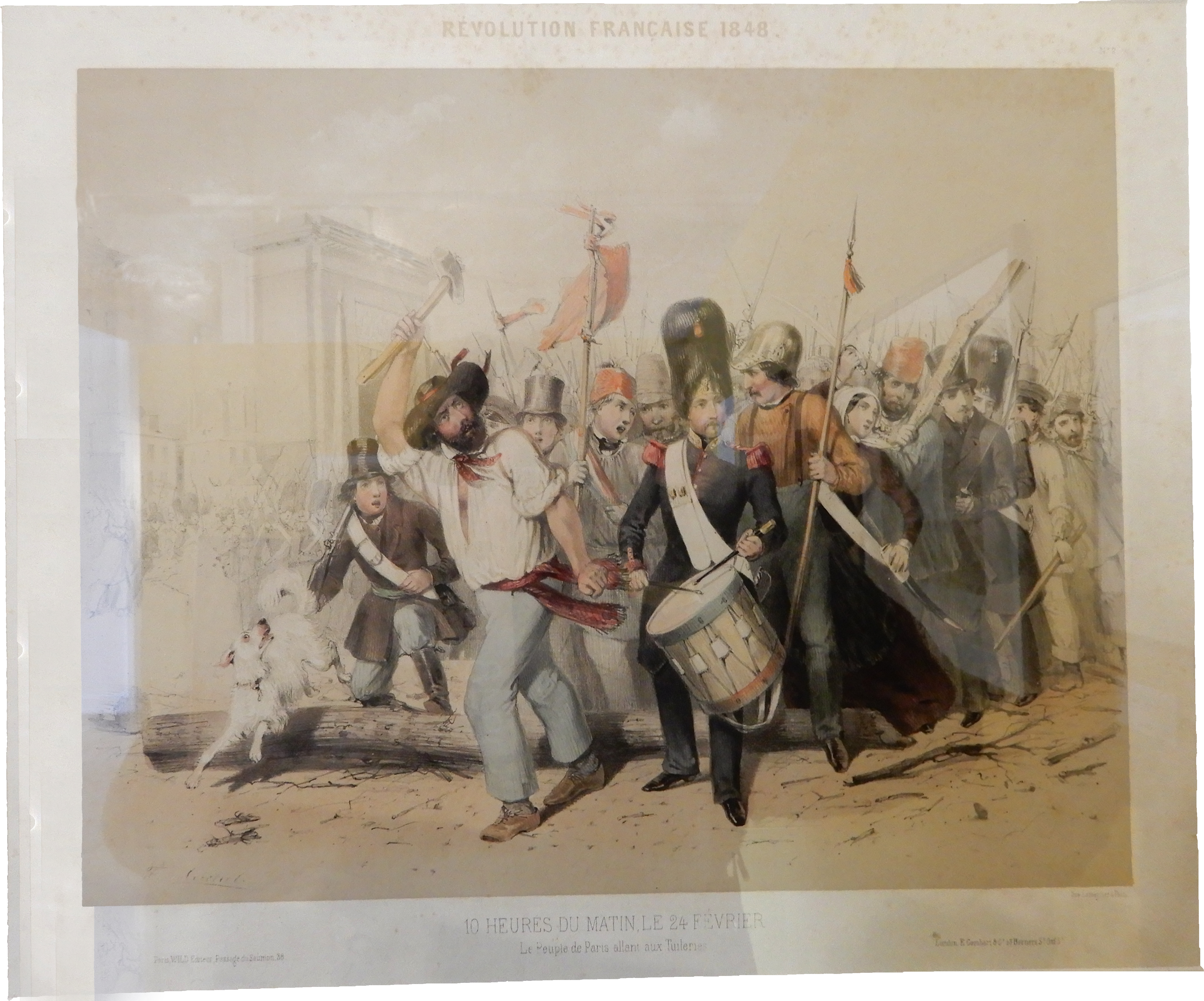
石版畫：“2月24日上午10點。巴黎人前往杜樂麗宮”

到了2月24日，巴黎已成為一座戒備森嚴的城市，國王路易-菲利普一世仍然沒有新政府內閣，因為首先是莫莱伯爵，然後是梯也爾未能組建內閣。 在聽說嘉布遣大道大屠殺後，路易‧菲利普呼籲由巴羅組成政府，巴羅代表了對改革派的重大讓步。 同時，國王將巴黎法國陸軍的指揮權交給了托馬-羅貝爾·比若元帥，比若元帥因鎮壓抗議活動的殘酷名聲而受到群眾的鄙視。 清晨，比若派出四支縱隊穿過城市，試圖擊敗街壘上的叛亂分子。 然而，國王為了避免更多流血事件，命令負責的軍官在開槍之前嘗試進行談判。 巴黎的幾個軍營遭到襲擊，一支彈藥車隊在文森被叛亂分子俘獲。 市政府所在地市政廳被國民自衛軍叛逃者佔領。 比若命令所有士兵撤退，鞏固杜樂麗宮周圍的防禦。

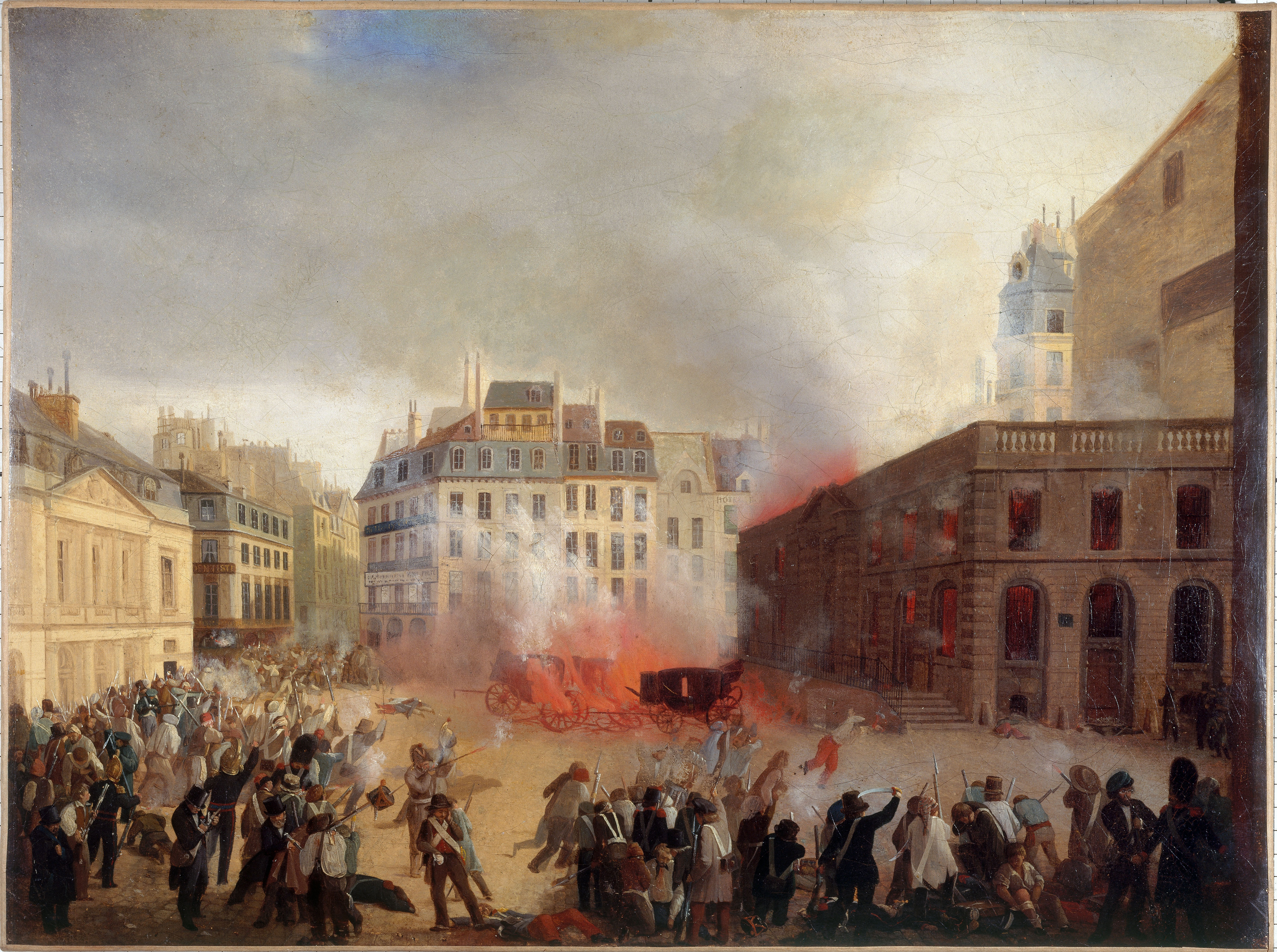
1848年2月24日，革命者佔領並焚燒了水宮廣場

上午，巴黎多個地區爆發激烈戰鬥，最大規模的戰鬥發生在水宮廣場。 在那裡，武裝叛亂分子襲擊了水宮，這是通往杜樂麗宮途中的一個哨所，由大約100名市政警衛隊和令人鄙視的第14線步兵團把守。經過激烈的戰鬥，水宮被佔領並起火，倖存的士兵扔掉武器投降。
隨著叛亂分子逼近王宮，梯也爾建議國王離開巴黎，用壓倒性的正規軍從外部鎮壓革命。 然而，這項策略遭到了包括巴羅在內的梯也爾同事的堅決拒絕。 當大噴泉被燒毀時，國王從盟友那裡收到了相互矛盾的建議，並短暫地陷入了研究之中。 埃米爾·德·吉拉爾丹是他的顧問中第一個建議退位的人。 中午時分，國王意識到無法進行進一步的防禦，他取消了所有抵抗，並正式退位給他9歲的孫子巴黎伯爵菲利普·奧爾良。

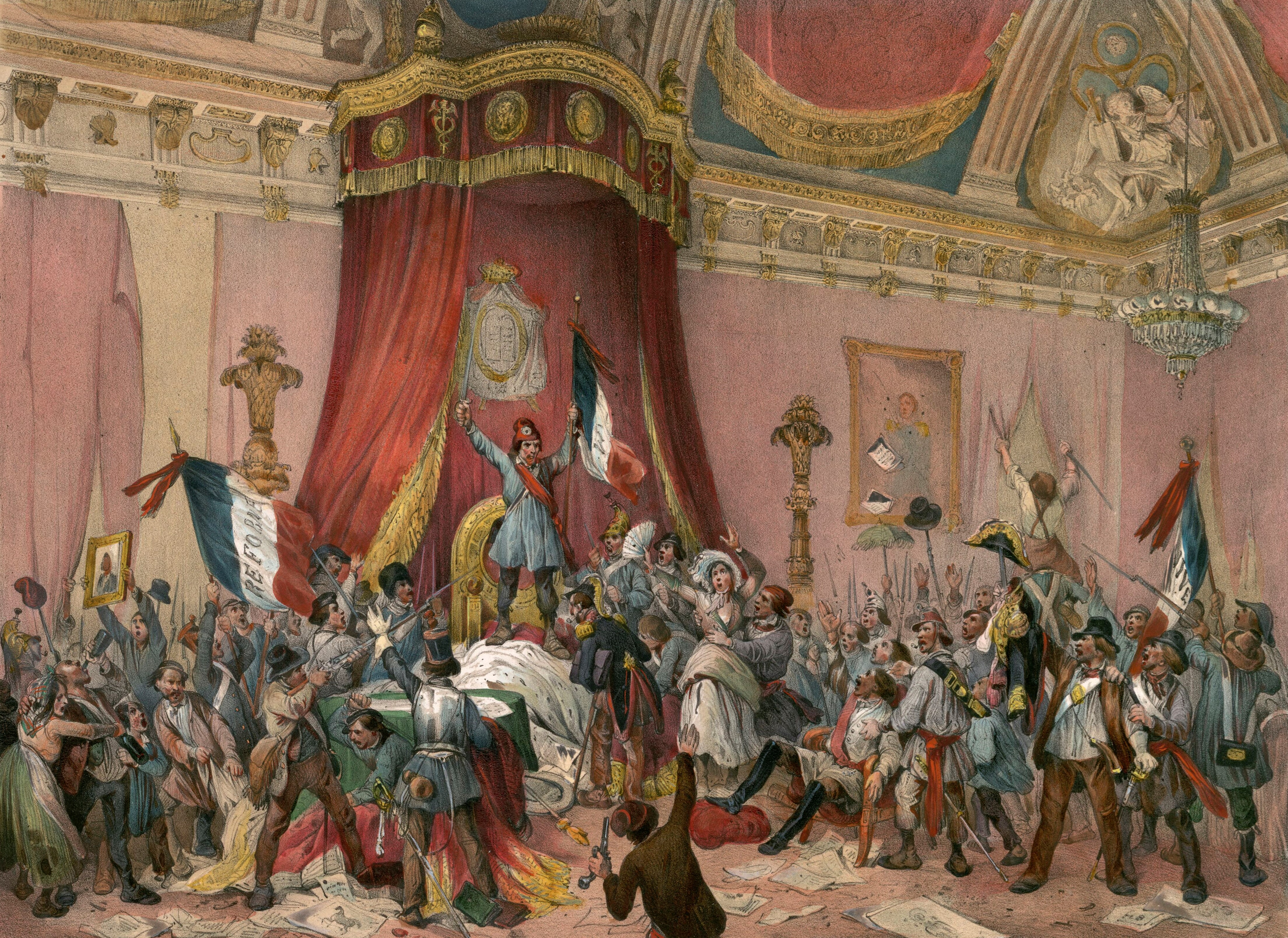
杜樂麗宮的王座被革命者佔領

路易-菲利普一世和瑪麗亞王后登上了在協和廣場等候的馬車，據報道由於情況混亂，瑪麗亞王后暈倒了，不得不被抬上馬車。他們在騎兵的護送下，從那裡出發離開了巴黎。 國王和王后離開後，革命者終於佔領了現在幾乎荒廢的杜樂麗宮。他們在國王寶座上寫道：“巴黎人民致全歐洲：自由、平等、博愛。1848年2月24日”。 當時的法國王室 - 奧爾良王朝的歷史宅邸巴黎皇家宮殿同樣遭到入侵並被洗劫。巴黎以西的另一處奧爾良王朝住宅納伊城堡於25日被搶劫並大部分燒毀。

### 後續
路易-菲利普一世退位後，他的媳婦海倫作為巴黎伯爵菲利普·奧爾良的母親成為法國的假定攝政王。 因此，她和她的兒子一起從杜伊勒里宮前往眾議院，試圖阻止他們廢除君主制。 然而，在杜樂麗宮取得勝利後，革命人群闖入眾議院的會議廳。 王朝反對派爭取攝政的努力被民眾要求共和制的呼聲擊敗，議員阿方斯·德·拉馬丁宣布了臨時政府成員的初步名單。

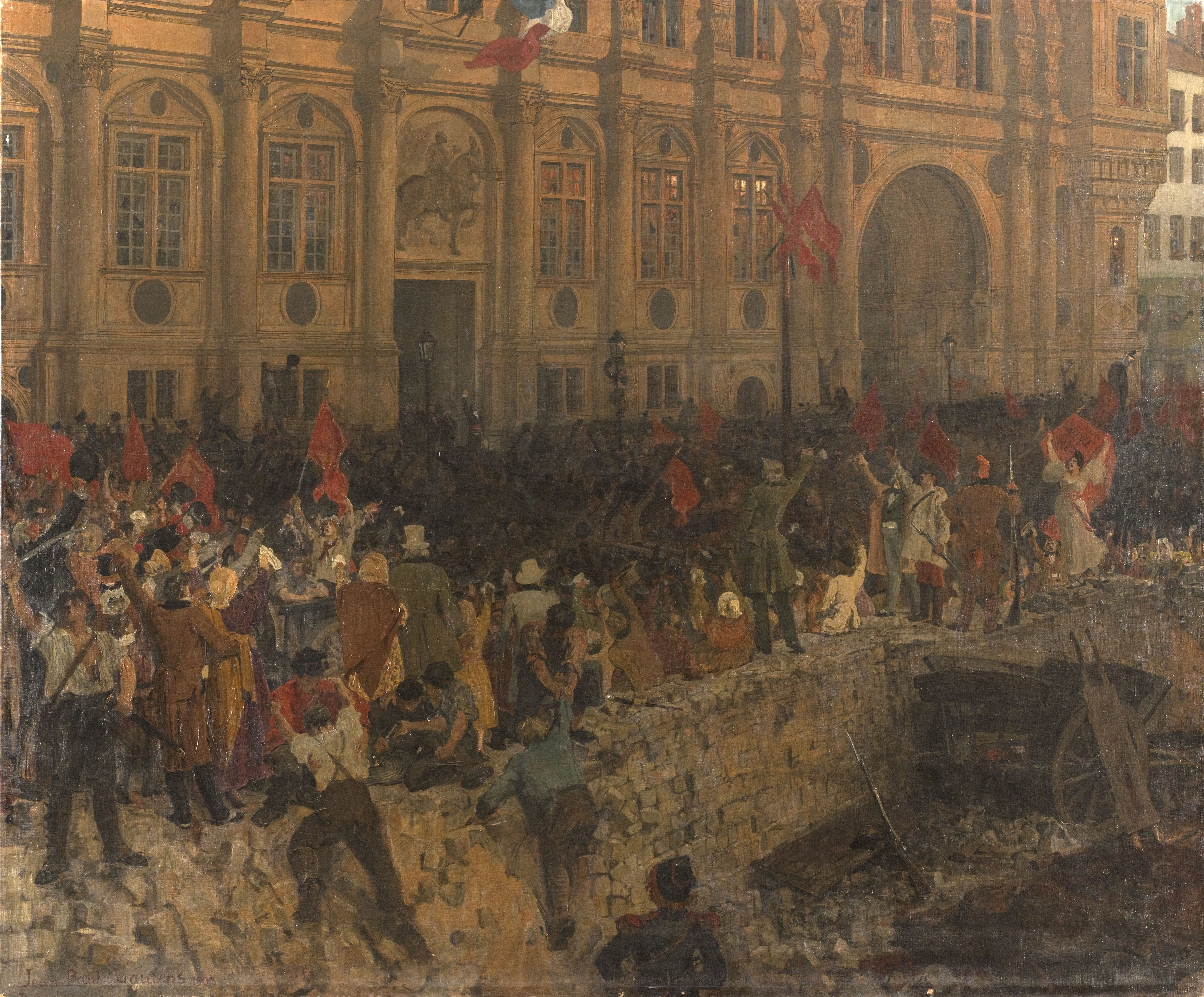
“在市政廳外宣布建立共和國”，由Jean-Paul Laurens繪製

為回應「前往市政廳！」的呼聲，拉馬丁與左翼共和黨代表勒德律-洛蘭一起向市政廳遊行。晚上，組成臨時政府的11人的最終名單被擬定，然後向外面的人群一一宣布。臨時政府的組成是共和制運動溫和派和激進派之間妥協的結果。 2月25日凌晨，拉馬丁來到巴黎市政廳的陽台上，在人群的歡呼聲中宣布了法蘭西第二共和國的建立。

## 影響
- 七月王朝的崩潰進一步打擊維也納會議的正統原則，及鼓勵其他地區的革命運動，奧地利帝國首相梅特涅下台，奧皇斐迪南一世亦退位。
- 臨時政府執政10個月後，路易·拿破崙·波拿巴在1848年12月出任法國總統，法國再次踏上積極擴張其歐洲霸權之路，更對奧地利帝國主導的歐洲協調提出挑戰。革命四年後經過公投，路易·拿破崙·波拿巴在1852年12月登基為法蘭西第二帝國皇帝拿破崙三世，也是法蘭西帝國及波拿巴皇朝最後一次復辟。而法蘭西第二共和國自此走入歷史。

## 參见
- 巴黎工人六月起义
- 法國大革命
- 法國七月革命